# Aksel Bender Madsen
Aksel Bender Madsen (16. august 1916 i Ringe – 23. maj 2000) var en dansk møbelarkitekt som er mest kendt for at han designede møbler i teak og palisander sammen med Ejner Larsen disse blev bl.a. fremstillet hos snedkermester Willy Beck og Næstved Møbelfabrik. Han har også samarbejdet med designere som Kaare Klint og Arne Jacobsen. Det blev til i alt ca. 300 modeller. Deres møbler er enkle og tidløse, og Metropolitan-stolen fra 1959 betragtes som arkitekternes hovedværk, den blev genlanceret i 2014.
Aksel Bender Madsen blev udlært møbelsnedker 1936 og havde afgang fra Kunsthåndværkerskolens møbelskole 1940. Han blev ansat hos arkitekterne Kaare Klint og Arne Jacobsen 1940-1943. Han var derefter på Fællesforeningen for Danmarks Brugsforeningers arkitektkontor 1943-1950. Han var lærer ved Kunsthåndværkerskolens møbelskole 1946-54, og skolens inspektør 1950-1954. Han var ansat i stadsarkitektens direktorat i København fra 1954, hvor han var med til at indrette de kommunale institutioner i Københavns kommune. 
Aksel Bender Madsen foretog flere studierejser i Europa og USA. Han udstillede fra 1942 på Snedkerlaugets årlige møbeludstillinger. I 1947 begyndte han at samarbejde med klassekammeraten fra Kunsthåndværkerskolens møbelskole Ejner Larsen (1917-1987) då de etablerede de fælles tegnestue. De tegnede for snedkermester Willy Beck i mere end 25-år samarbejde, De indrettede bl.a. Becks forretning i Classensgade. Derudover arbejdede Larsen og Bender Madsen i mange år for snedkermester Ludvig Pontoppidan og for møbelproducenter som Fritz Hansen eftf., Næstved Møbelfabrik, Sorø Møbelfabrik og Odense Stole- og Møbelfabrik. 
Deres møbler var med på udstillinger af kunsthåndværk både i ind- og udland, bl.a. Triennalen i Milano, Scandinavian Design og The Arts of Denmark i USA. Hans arbejder var udstillet på Das Kantonale Gewerbemuseum i Bern, under den danske uge i 1965. 
Arbejder af Aksel Bender Madsen blev indkøbt af Louisiana i Humlebæk, Metropolitan Museum of Art i New York og Busch-Reisinger Museum i Boston.
Han indrettede Københavns gamle kommune bibliotek på Kultorvet 1957. 
Aksel Bender Madsen modtog Snedkerlaugets årspris 1956 og 1961. Han blev præmieret i flere konkurrencer om møbler og kunsthåndværk. 